# 오거스트 킹
《오거스트 킹》(영어: The Journey of August King)은 미국에서 제작된 존 다이건 감독의 1995년 드라마 영화이다. 제이슨 패트릭, 탠디 뉴턴 등이 출연하였고, 닉 웩슬러 등이 제작에 참여하였다.
1995년 9월 9일 제52회 베네치아 국제 영화제에서 전 세계 최초로 상영되었고, 이후 1995년 9월 14일 토론토 국제영화제에서, 1995년 10월 13일 시카고 국제영화제에서 상영되었다. 1995년 11월 10일 미국 극장에서 개봉하였다.

## 출연
- 제이슨 패트릭
- 탠디 뉴턴
- 래리 드레이크
- 샘 워터스턴
- 에릭 메이비어스
- 마이아 앤절로
- 뮤즈 왓슨
- 존 도먼
- 앤디 스탈
- 대니 넬슨
- 콜린 윌콕스
- 딘 레이더듀발
- 데일 디키
- 리 노리스

## 기타 제작진
- 공동 제작: 케리 오렌트
- 배역: 케리 바든, 빌리 홉킨스, 수잰 크롤리
- 미술·의상: 퍼트리샤 노리스